# Gustav Karl Wilhelm Hermann Karsten
Gustav Karl Wilhelm Hermann Karsten (Stralsund, 6. studenoga 1817. – Zoppot, 10. srpnja 1908.) je bio njemački botaničar i geolog.
Potječe iz učene obitelji iz Mecklenburga. Ujak je ekonomista i agronoma Franza Christiana Lorenza Karstena, matematičara Wenceslausa Karstena, a poznati rođaci su mu metalurg Carl Karsten, pravnik i političar Detloff Karsten, matematičar Hermann Karsten, mineralog Hermann Karsten, liječnik i političar Gustav Karsten, pravnik Lorenz Karsten i drugi.
Po uzoru na Alexandera von Humboldta je putovao 1843. – 1847. i 1848. – 1856. u sjeverne krajeve Južne Amerike. Među ostalim je posjetio Venezuelu, Republiku Novu Granadu, Ekvador i Kolumbiju.
Potom je predavao botaniku u Berlinu i Beču, gdje je utemeljio laboratorij. Nakon toga je živio u Švicarskoj i Berlinu. U Berlinu je utemeljio također jedan laboratorij za biljnu fiziologiju.
Kad se citira Karstenov doprinos botaničkom imenu, rabi se kraticu H.Karst.

## Izabrana bibliografija
- Florae Columbiae ... 1859. – 1869.
- Chemismus der Pflanzenzelle 1869.
- Deutsche Flora. Pharmaceutisch-medicinische Botanik 1880-1883; 2. izd. 1894. – 1895.

## Vanjske poveznice
- Florae Columbiae :terrarumque adiacentium specimina selecta in peregrinatione duodecim annorum observata: delineavit et descripsit H. Karsten na Biodiversity Heritage library